# 寒雲
寒雲（かんうん・KAN UN）は、石川県白山市を拠点に全国で活動展開している台湾出身の女性歌手である。

## 人物
台湾台北市出身。中学生時代に授業中の校舎の窓からゆったりと大空を流れる冬雲を眺めていて「寒雲」の芸名を思いついた。
1978年に台湾で歌手デビューした後、1983年にシンガポール・マレーシアに活動拠点を移す。赤道に近い常夏の両国では「寒雲」の冬雲を連想させる季節観念が薄いため、芸名を「宋佩璇」と改めるが、1992年より日本での活動開始を機に再び「寒雲」に戻した。
日本デビュー当時、シンガポール・マレーシア時代にレコーディングしたマスターテープを持参して複数の大手レコード会社などに自ら売り込むが、アイドル全盛当時、年齢を理由に門前払いに近い扱いを受け続けた。それにより自暴自棄となり自信を失い、歌手活動断念をも思案した時期もあるが、持ち前の負けん気で引退危機を乗り越えている。
以後は精力的に国外、日本全国を巡り2010年にはR&Bグループ「ザ・プラターズ」から着目され、ジョイントコラボ公演を実現。
谷村新司のファンで、その多くの楽曲に深い感銘を受けている。歌手活動の傍ら、台日文化交流親善活動、国際活動にも尽力している。石川県白山市在住。
母親は台湾オペラ人間国宝、廖瓊枝である。

## 経歴
- 1978年　台湾でレコードデビュー。
- 1983年　シンガポール・マレーシアを中心にアジア各国を定期的に公演を行う。全曲寒雲作詞、4曲を作曲の12曲入りアルバム『宋佩璇　心海』をリリース。
- 1987年～1992年　活動中断。
- 1992年　日本デビュー。インディーズ・シングル『異邦の月』、アルバム『思郷　Su Shan』をリリース。日本各地にてコンサートやディナーショーを開催。『異邦の月』のc/w曲『ベサメムーチョ』は自らアレンジを施す。
- 1999年、台北市政府・台湾双子協会主催　台湾中部震災救援チャリティーコンサートにてテーマソングに作詞、出演。これを機に、本格的にチャリティーコンサートや、日・台青少年文化交流に心掛け、プロデュースの活動を始めた。また、アメリカ・カナダへの公演も実現。
- 2002年　日本デビュー10周年となる2枚目のインディーズアルバム『愛は秋風と共に』発売。谷村新司楽曲から4曲、下田逸郎楽曲から２曲の提供を受け、インディーズアルバムとしては異例の力作構成となった。
- 2004年　「SARS」の風評被害をとめる為、最も大きく被害を受けた小豆島にて、私財を投げ売っての「200人宿泊無料ご招待イベント」を実行した結果から、生きる法則 を悟り、人生の価値観や自身の役目を再認識し、東北を襲った東日本大震災被害に於いても精力的に全国で復興チャリティーコンサートを開催しており、売上等の寄付金などで復興支援を続けている。
- 2005年　「寒雲と共に～台北市立国楽団（70人編成）日本公演」[2]を自らプロデュース。兵庫公演、石川2公演、富山2公演、東京公演、計6公演を開催。
- 2009年　GU RECORDS、ユニバーサルミュージック合同会社より『月の離宮』（作詞/作曲：野呂賢三）をリリースし、念願の日本メジャーデビューを果たす。
- 2011年　アルバム『Crossroad』リリース。同年、自らが作詞した2ndシングル『生きる』リリース。シンガーソングライターの（せきぐちゆき）が作曲/編曲を担当した。
- 2012年　3rdシングル『雪の手紙』リリース。（作詞/作曲：野呂賢三）、『生きる』と『雪の手紙』が業務用通信カラオケ（JOYSOUND×UGA）より配信。
- 2013年　4thシングル『北の大地へ』リリース。（作詞/作曲：せきぐちゆき）、c/wは寒雲が愛娘への想いを自ら綴った詞に、せきぐちゆきが曲付けした『私の天使』。ジャケットデザインは石川県小松市在住の建築デザイナー、墨絵アーティストの森秀一が担当。
- 2014年　5thシングル『遊らり羽らり』リリース。（作詞/作曲：せきぐちゆき）、c/wは寒雲訳詞の北京語ヴァージョン。（せきぐちゆき）が6月、一足先にリリースした楽曲の競作となる。同年同月、2ndシングル『生きる』が好評を得、業務用カラオケDAMにも配信された。
- 2015年　5月、『私の天使』がJOYSOUNDよりカラオケ配信。同年8月、DAMよりカラオケ配信。

## 音楽的特徴
日本統治時代の名残りから台湾には多くの日本歌謡曲が広く親しまれており、寒雲自身も幼少の頃から日本の歌謡曲も数多く耳にしていたため、日本移住前から演歌なども歌い慣れていた。ポップスからクラシック、演歌に至るまで歌唱ジャンルは幅広く、特に綺麗に伸びる高域の声質が特徴。
近年ではアコースティックギタリスト(木村菜緒)、鍵盤ハーモニカ(天埜めぐみ)奏者との行動を共にした三人によるアコースティックライブの機会が多い。

## ディスコグラフィ

### 日本でのインディーズ作品
シングル
- 『異邦の月』　 c/w『寒雲のベサメムーチョ』初版(1999/9/22)　　再版 (2005/8/24) 日本クラウン※再版より全国発売

アルバム
- 『思郷　Su Shan』　1995年12月31日
- 『愛は秋風と共に』　2002年10月1日　NKCD-3817　KING RECORDS

| No. | タイトル曲         | 作 詞    | 作 曲    | Attribute  |
| 1   | レストランの片隅で | 谷村新司 | 谷村新司 | カバー     |
| 2   | 流行の女達         | 谷村新司 | 谷村新司 | カバー     |
| 3   | 思 郷              | 寒 雲    | 寒 雲    | オリジナル |
| 4   | 愛は秋風と共に     | 寒 雲    | 寒 雲    | オリジナル |
| 5   | 早く抱いて         | 下田逸郎 | 下田逸郎 | カバー     |
| 6   | 降り積もるもの     | 下田逸郎 | 下田逸郎 | カバー     |
| 7   | 夜 顔              | 谷村新司 | 谷村新司 | カバー     |
| 8   | 棘                 | 谷村新司 | 谷村新司 | カバー     |

### メジャーシングル
| No. | 発売年月日    | タイトル曲   | c/w                                        | serial No. |
| 1st | 2009年11月4日 | 月の離宮     | 冬のオリオン                               | POCE-3052  |
| 2nd | 2011年6月8日  | 生きる       | シオサイ(潮騒)                             | POCE-3060  |
| 3rd | 2012年6月6日  | 雪の手紙     | 旅立ちの花                                 | POCE-3066  |
| 4th | 2013年6月19日 | 北の大地へ   | 私の天使                                   | POCE-3072  |
| 5th | 2014年7月2日  | 遊らり羽らり | 愛如夢如幻 (遊らり羽らり 北京語バージョン) | POCE-3076  |

### アルバム
- 『Crossroad』　2011年5月11日　POCE-3058

| No. | タイトル曲                       | 作 詞        | 作 曲      | Attribute  |
| 1   | 月の離宮 (2011 Version)          | 野呂賢三     | 野呂賢三   | オリジナル |
| 2   | 別れの予感（テレサ・テン）       | 荒木とよひさ | 三木たかし | カバー     |
| 3   | 第二十六冊十五頁（せきぐちゆき） | 関口由紀     | 関口由紀   | カバー     |
| 4   | ~想い出~ Recollection            | 田代ともや   | 田代ともや | オリジナル |
| 5   | 砂の扉                           | 野呂賢三     | 野呂賢三   | オリジナル |
| 6   | シオサイ(潮騒)                   | 野呂賢三     | 野呂賢三   | オリジナル |
| 7   | 生きる                           | 寒 雲        | 関口由紀   | オリジナル |
| 8   | 冬のオリオン (2011 Version)      | 野呂賢三     | 野呂賢三   | オリジナル |
| 9   | 人生の駅                         | 野呂賢三     | 野呂賢三   | オリジナル |
| 10  | Crossroad(クロスロード)          | 野呂賢三     | 野呂賢三   | オリジナル |